# Vallecchi

Francobollo che ritrae Attilio Vallecchi (1880-1946)

La Vallecchi è una storica casa editrice italiana. Rappresentò il grande editore moderno delle avanguardie primo-novecentesche e della nuova letteratura italiana.

## Storia

### Dalla fondazione al 1946
Sin dal 1914 Attilio Vallecchi era titolare di uno stabilimento tipografico in Via Ricasoli. Oltre a stampare «La Nazione» il principale quotidiano fiorentino, era attivo nella pubblicazione di opere dei futuristi e delle giovani generazioni dei letterati fiorentini: era noto il suo sodalizio culturale con Giovanni Papini ed Ardengo Soffici. Nel 1919 fondò una casa editrice col suo nome nella sede di via Ricasoli.
Dal 1926 al 1931 pubblicò il periodico Il Selvaggio, fondato e diretto da Mino Maccari. Inoltre fu l'editore di numerosi autori di primo piano nella cultura italiana del Novecento. Stampò, tra le altre, le opere di Papini, Soffici, Bruno Cicognani e Dino Campana.

Uscirono per i suoi tipi anche opere di:
- Antonio Baldini;
- Piero Bargellini;
- Goffredo Bellonci;
- Vincenzo Cardarelli (Viaggi nel tempo);
- Carlo Carrà (Pittura metafisica);
- Emilio Cecchi (Pesci rossi);
- Curzio Malaparte;
- Piero Martinetti;
- Aldo Palazzeschi[4];
- Pietro Pancrazi;
- Giuseppe Prezzolini
- Alberto Savinio;
- Giuseppe Ungaretti;
- Vilfredo Pareto (Fatti e teorie);
- Giovanni Gentile (Discorsi di religione)

Il primo direttore editoriale della casa editrice fu Ernesto Codignola. Dal 1923 curò tutte le collane edite da Vallecchi: «Il pensiero moderno», «La nostra scuola», «Uomini e idee», «Collana storica», «Classici antichi», «Classici moderni», «La critica letteraria», «Fontana viva», «Manuali scientifici», «Classici filosofici commentati», «Classici italiani commentati».
Nel 1931 nacque la «Biblioteca Vallecchi», una delle prime collane economiche nella storia dell'editoria italiana: libri di oltre 300 pagine con sovraccoperta e rilegatura in cartone messi in vendita al prezzo di 3 lire. Iniziò una nuova grande stagione per la casa editrice fiorentina. Gli autori di punta della Vallecchi negli anni trenta furono Romano Bilenchi e Alfonso Gatto (quest'ultimo fu anche redattore di una rivista che comparve nel 1938, Campo di Marte). Vallecchi continuò a pubblicare anche le opere prime di giovani promettenti autori: nel 1941 esordì con Il tappeto verde Vasco Pratolini. Fu anche l'editore della rivista «Letteratura», fondata nel 1937 da Alessandro Bonsanti.

### Dal 1946 al 2000
Nel 1946 Vallecchi avviò la pubblicazione L’Ultima. Rivista di poesia e metasofia. Nello stesso anno Attilio Vallecchi muore. La direzione della casa editrice passa al figlio Enrico, che continua nella tradizione del padre pubblicando opere di nomi illustri della cultura (Carlo Bo, Geno Pampaloni, Angelo Fiore, Tommaso Landolfi, Armando Meoni e altri). Lo stesso Pampaloni viene nominato direttore della casa editrice, nel tentativo di risollevarne le sorti, già declinanti. 

Nel 1958 crea la collana per ragazzi Il Martin Pescatore, per opera di Donatella Ziliotto che ne fu anche direttrice fino alla chiusura sette anni più tardi per difficoltà economiche dell'editore.
È di questi anni, infatti, un periodo di crisi dell'azienda che verrà venduta nel 1962 e riacquistata da Enrico Vallecchi nel 1983. Nei due successivi decenni, con la consulenza letteraria di Giorgio Luti e la direzione editoriale di Alberto Busignani, nasce la nuova collana "Narratori Vallecchi", che comprende anche nomi nuovi. In questo periodo la presenza sul mercato si fa sempre più rarefatta.

### Gli anni duemila
Nel 1999 la Vallecchi, che ormai ha ridotto al minimo le proprie pubblicazioni (in magazzino era obsoleto, vi si trovavano molte opere datate ma pochi nuovi titoli), viene acquisita da Fernando Corona. L'editore teramano tenta di valorizzarne il catalogo, in particolare, con ristampe su richiesta, e occupandosi anche di edizioni d'arte e architettura. In particolare, vengono riedite in ristampa anastatica la storica rivista "Lacerba" e la collana "Officine del '900".
Fernando Corona rimane al timone della casa editrice fino alla sua scomparsa, avvenuta il 16 ottobre 2020. Nel 2019 il marchio è stato acquisito dal Gruppo Maggioli, che nel 2021 ha rilevato la proprietà della casa editrice.